# Amonovula piriei
Amonovula piriei is een slakkensoort uit de familie van de Ovulidae. De wetenschappelijke naam van de soort werd voor het eerst geldig gepubliceerd in 1973 door Petuch als Primovula piriei.